# Dambwa
Koordinaten: 17° 51′ 0″ S, 25° 51′ 0″ O
Dambwa ist eine archäologische Fundstätte in Park View, einem Vorort von Livingstone in der Südprovinz in Sambia. 
Die Funde von Dambwa haben einer eisenzeitlichen Epoche von 900 bis 1200 den Namen Dambwa-Kultur gegeben, zu der Ingombe Ilede und Kalomo in dieser Epoche gezählt werden. Ungeklärt bleibt, wie der erwiesene Fernhandel des Ortes Ingombe Ilede mit der Tonga-Kultur dieser Zeit in Verbindung gebracht werden kann. Zudem gilt die Dambwa-Kultur, obwohl sie die ersten Ackerbauern waren, als halbnomadisch.
Einen Ort Dambwa gibt es auch in der Demokratischen Republik Kongo.